# Котаті (Каліфорнія)
Котаті (англ. Cotati) — місто (англ. city) в США, в окрузі Сонома штату Каліфорнія. Населення — 7584 особи (2020).

## Географія
Котаті розташоване за координатами 38°19′43″ пн. ш. 122°42′36″ зх. д. / 38.32861° пн. ш. 122.71000° зх. д. (38.328492, -122.710049).  За даними Бюро перепису населення США в 2010 році місто мало площу 4,88 км², з яких 4,87 км² — суходіл та 0,01 км² — водойми.

## Демографія
Згідно з переписом 2010 року, у місті мешкало 7265 осіб у 2978 домогосподарствах у складі 1774 родин. Густота населення становила 1490 осіб/км².  Було 3143 помешкання (644/км²).
Расовий склад населення:
| - 81,6 % — білих - 3,9 % — азіатів - 1,7 % — чорних або афроамериканців - 1,0 % — корінних американців - 0,4 % — вихідців з тихоокеанських островів - 5,9 % — осіб інших рас |

До двох чи більше рас належало 5,5 %. Частка іспаномовних становила 17,3 % від усіх жителів.
За віковим діапазоном населення розподілялося таким чином: 21,9 % — особи молодші 18 років, 69,7 % — особи у віці 18—64 років, 8,4 % — особи у віці 65 років та старші. Медіана віку мешканця становила 36,2 року. На 100 осіб жіночої статі у місті припадало 90,5 чоловіків;  на 100 жінок у віці від 18 років та старших — 86,7 чоловіків також старших 18 років.
Середній дохід на одне домашнє господарство  становив 82 692 долари США (медіана — 61 737), а середній дохід на одну сім'ю — 93 814 долари (медіана — 83 342). Медіана доходів становила 56 410 доларів для чоловіків та 46 935 доларів для жінок. За межею бідності перебувало 12,7 % осіб, у тому числі 15,4 % дітей у віці до 18 років та 6,3 % осіб у віці 65 років та старших.
Цивільне працевлаштоване населення становило 3919 осіб. Основні галузі зайнятості: освіта, охорона здоров'я та соціальна допомога — 19,4 %, роздрібна торгівля — 18,1 %, науковці, спеціалісти, менеджери — 13,5 %, виробництво — 10,9 %.